# Pablo Martínez del Río
Pablo Martínez del Río (* 25. Januar 1809 in Panama; † 27. September 1882 in Mexiko-Stadt) war ein mexikanischer Arzt und Botschafter.

## Leben
Die wohlhabende Familie Martínez del Río war Anfang des 19. Jahrhunderts von Panama nach Mexiko eingewandert. Pablo Martínez del Río wurde von seinem Vater nach England und Frankreich zum Vervollständigen seiner medizinischen Studien gesandt.
Pablo Martínez del Río studierte 1834 an der Universität von Paris Medizin und lehrte bis 1859 als Professor für Geburtshilfe, an der Escuela Nacional de Medicina in Mexiko-Stadt. Er wurde Ehrenmitglied der Academia de Medicina de México.
1848 behandelte Pablo Martínez del Río in Miraflores, bei Tlalmanalco im Estado de México im Mexikanisch-Amerikanischen Krieg Opfer eines Guerillaangriffes bei Tlolamnalco auf nordamerikanische Truppen unter General Winfield Scott darunter den Leutnant Schuyler Hamilton.
Durch den Wechsel des Staates Texas zum Staatsgebiet der USA wurden die Martinez del Río Latifundisten in den USA, wodurch für diesen Grundbesitz ein formaler Bruch der feudalen Machtordnung entstand. Die konservative Partei aus Latifundisten und Klerus unter Miguel Miramón kämpfte im Guerra de Reforma, vom 17. Dezember 1857 bis 1. Januar 1861 um ihre Privilegien. Die im Guerra de Reforma unterlegene konservative Partei versuchte mit der zweiten Französischen Intervention in Mexiko die imperialen Ambitionen Europas für ihre Interessen zu instrumentalisieren. Pablo Martínez del Río war 1864 nach Mailand ausgewichen, als ihn Maximilian I. (Mexiko) als Sonderbotschafter zum Sultan Abdülaziz an die Hohe Pforte entsandte. Nach der Flucht nach Italien waren die Latifundien der Martínez del Río weiter von den Hintersassen bewirtschaftet worden, aber im Exil kamen keine Pachtgelder an. Die Regierung von Benito Juárez amnestierte 1870 die Latifundisten der konservativen Partei und setzte ihre Eigentumsrechte durch. Der Konflikt mit dem Klerus dagegen überdauerte auch den Regimewechsel vom Porfiriat zur PRI und die katholische Kirche in Mexiko galt als latent subversiv.
Pablo Martínez del Río verfasste zahlreiche medizinische Abhandlungen darunter eine erste mexikanische illustrierte Gynäkologie und praktizierte erstmals in Mexiko eine medizinische Anästhesie.
| Vorgänger | Amt                                                                  | Nachfolger       |
| --------- | -------------------------------------------------------------------- | ---------------- |
| —         | Sonderbotschafter zum Sultan Abdülaziz 10. Juli bis 20. Oktober 1864 | Leonardo Márquez |